# Burg Holtrup
Die Burg Holtrup ist eine abgegangene Höhenburg bei 112 Meter über NN Höhe auf dem „Schlossberg“ (Burgstätte) oberhalb der Weser im Ortsteil Holtrup der Stadt Porta Westfalica im Kreis Minden-Lübbecke in Nordrhein-Westfalen.

## Beschreibung
Die Überreste der Burg Holtrup bestehen aus einem etwa 43 × 23 m großen ovalen Ringwall der von einem 4–5 m tiefen Graben umgeben ist.
Erbaut wurde die Anlage vermutlich im 9. oder 10. Jahrhundert und könnte als Raubritterburg zur Überwachung der nahegelegenen Weserfurt gedient haben. Der Erbauer der Burg ist nicht bekannt. Möglicherweise war die Burg Stammsitz des Rittergeschlechts von Holtorpe welches erstmals 1381 schriftlich belegt ist. 
Der als Bodendenkmal geschützte Burgstall auf dem Schlossberg ist heute noch als Wall mit Burggraben erkennbar.